# André Azoulay

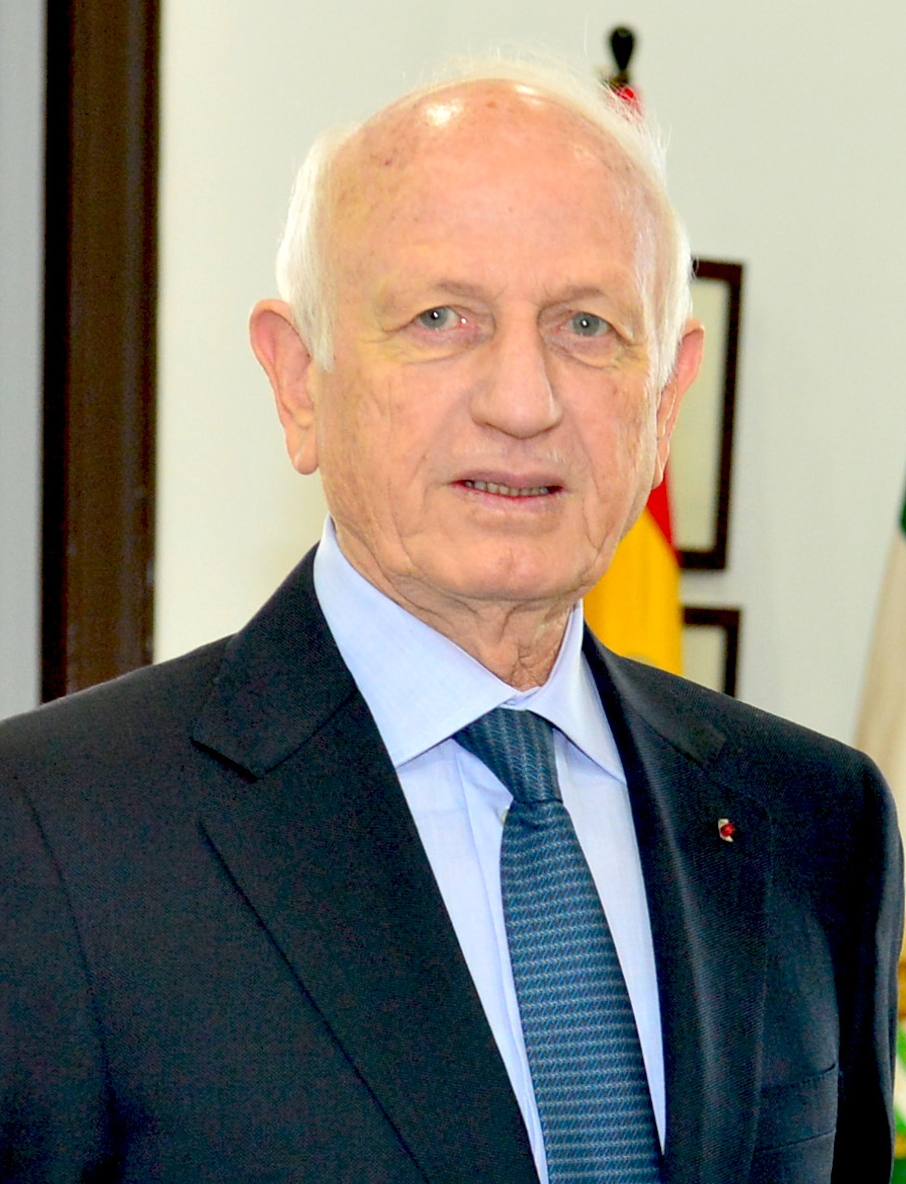
André Azoulay

André Azoulay (* 17. April 1941 in Essaouira) ist ein Berater des marokkanischen Königs Mohammed VI. Er gilt als eine der einflussreichsten Persönlichkeiten am Königshof und ist Mitgründer mehrerer Stiftungen für den Dialog zwischen Kulturen und Frieden im Nahen Osten. Er bezeichnet sich selbst als „arabischen Marokkaner jüdischen Glaubens“.

## Leben und Karriere
Azoulay wurde 1941 in einer jüdischen Familie in Essaouira geboren, einer Stadt, die damals eine große jüdische Gemeinde besaß. Als Jugendlicher war er politisch links orientiert. Er studierte Wirtschaftswissenschaft und Internationale Politik und begann 1966 eine Karriere als Bankmanager in Paris. Ab 1967 war er bei der Bank BNP Paribas, in der er bis zur Stellung des stellvertretenden Vorsitzenden aufstieg und sich vor allem um Öffentlichkeitsarbeit kümmerte. Im Jahre 1991 wurde er vom marokkanischen König Hassan II. als Wirtschaftsberater nach Rabat berufen. Als solcher arbeitete er am Programm der finanziellen und wirtschaftlichen Reformen der 1990er Jahre mit und war ab 1993 auch maßgeblich am Plan für Privatisierung und Deregulierung der Wirtschaft beteiligt.
Nach dem Tod Hassans II. 1999 behielt Azoulay seine Stellung unter dessen Sohn und Nachfolger Mohammed VI. bei. Er bezeichnet sich manchmal als Mitglied des „sehr elitären“ Clubs der jüdischen Berater muslimischer Herrscher, in dem er zurzeit einziges Mitglied sei.
Seit den 1970er Jahren setzte sich Azoulay für Frieden im Nahen Osten ein. 1974 gründete er zu diesem Zweck die Stiftung Identité et Dialogue, eine Gruppe von etwa 60 jüdischen Persönlichkeiten aus Frankreich, die sich für die Gründung eines palästinensischen Staates als Nachbar Israels aussprachen und in den 1980er Jahren regelmäßig Treffen mit der damals in Tunesien befindlichen PLO organisierten.
Im Jahre 2008 wurde Azoulay Vorsitzender der Anna-Lindh-Stiftung, ein Amt, das er bis Ende 2014 innehatte. Er ist außerdem stellvertretender Vorsitzender der spanischen Stiftung Tres Culturas (Drei Kulturen), die sich für grenzüberspannende kulturelle Aktivitäten im Mittelmeerraum einsetzt, und Mitglied des Führungsgremiums der Universität Al Akhawayn in Ifrane, Marokko.

## Familie
Azoulay ist mit der ebenfalls in Essaouira geborenen Schriftstellerin Katia Azoulay verheiratet und ist Vater von drei Töchtern, die in Paris leben. Seine Tochter Audrey Azoulay war von Februar 2016 bis Mai 2017 Frankreichs Ministerin für Kultur und Kommunikation; am 13. Oktober 2017 wurde sie für das Amt der Generaldirektorin der UNESCO nominiert.

## Ehrungen
- Ehrendoktor der Ben-Gurion-Universität im Negev in Beʾer Scheva (Israel).
- 2014: Nord-Süd-Preis des Europarates